# Erdberg (metropolitana di Vienna)
Erdberg è una stazione della linea U3 della metropolitana di Vienna situata nel 3º distretto entrata in servizio il 6 aprile 1991. Fino al 2000 è stata anche il capolinea orientale della linea, prima dell'entrata in servizio del prolungamento fino a Simmering.

## Descrizione
La stazione è situata al livello stradale tra Franzosengraben e Nottendorfer Gasse, in senso parallelo a Erdbergstraße ed è in corrispondenza della tangenziale sud-est. L'accesso ai treni avviene da una piattaforma centrale. In direzione Simmering, poco distante dalla stazione, c'è il deposito ferroviario di Erdberg.
Nei pressi della stazione si trova anche l'Archivio di Stato Austriaco.
Fuori dalla stazione sono presenti due murales dell'artista Peter Atanasov: il primo, dal titolo Stadteinwärts (letteralmente In città) è collocato in corrispondenza dell'uscita su Nottendorfer Gasse mentre il secondo, dal titolo Stadtauswärts (letteralmente Fuori città) è ubicato all'uscita verso Erdbergstraße. Le opere, realizzate su piastrelle dipinte a mano, raffigurano paesaggi urbani tranquilli inframezzati a simboli. In entrambi, sono rappresentati anche un tunnel e una scala che fanno riferimento alla fermata della metropolitana.

## Ingressi
- Nottendorfer Gasse
- Thomas-Klestil-Platz
- Franzosengraben
- Erdbergstraße